# Осечі-ріорі

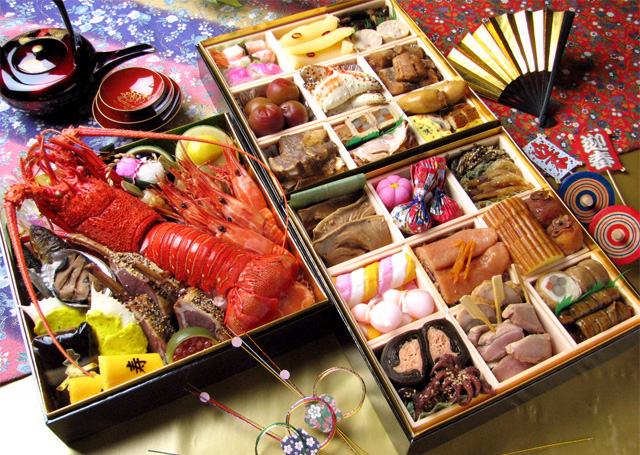
Приклад осечі в трирівневій коробці

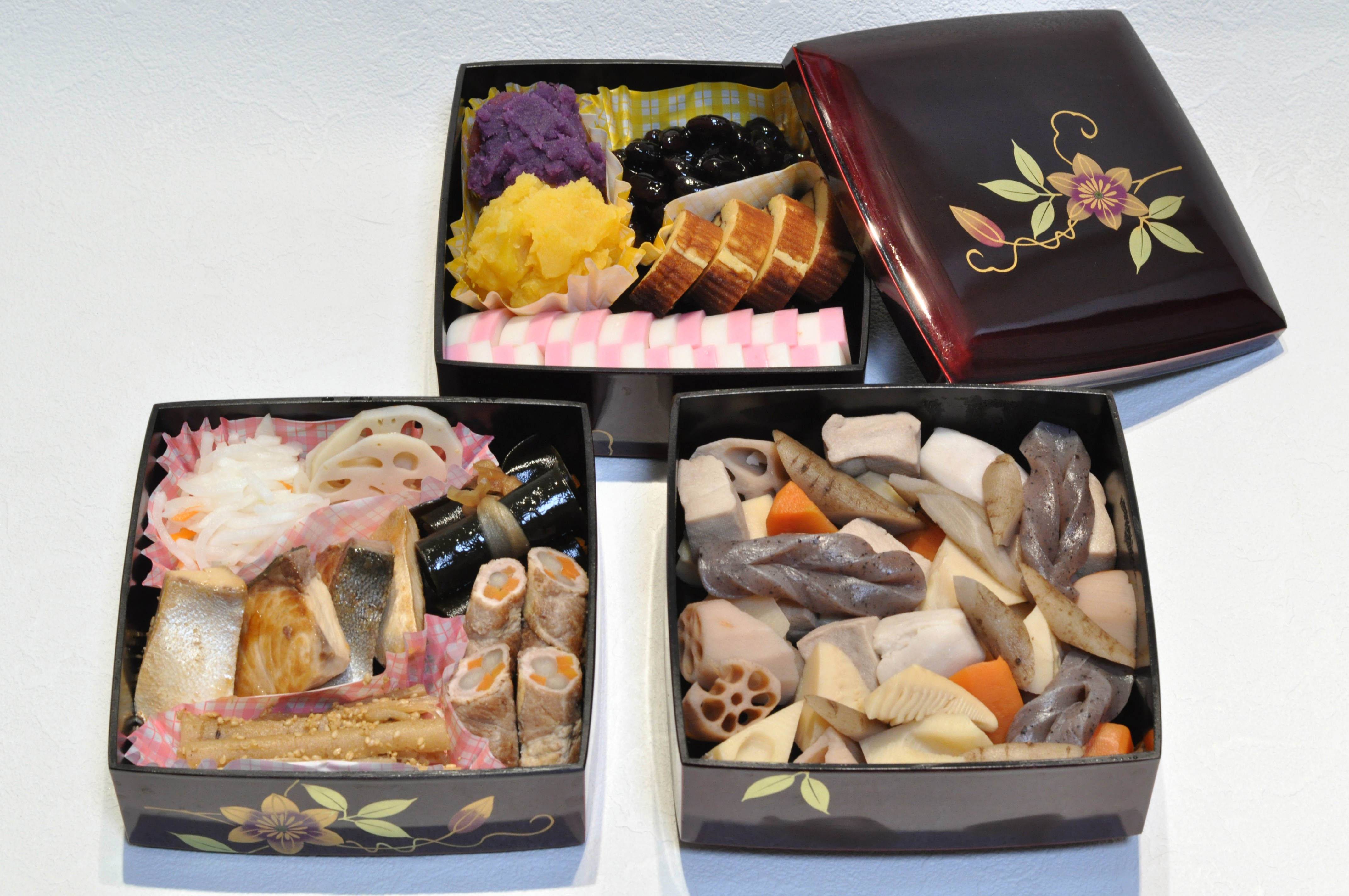
Осечі приготоване в дома.

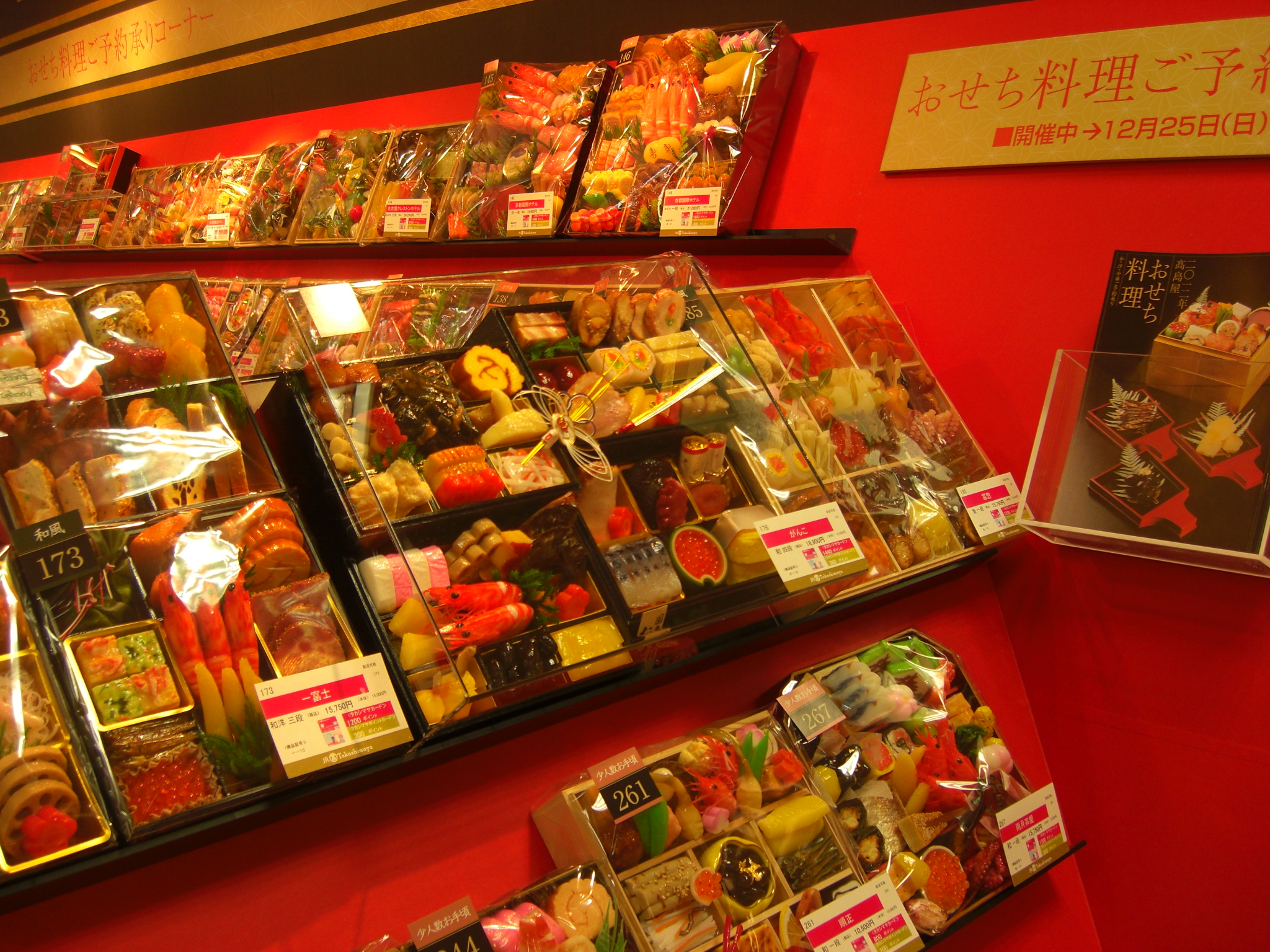
Куточок продажу осечі в магазині.

Осечі-рьорі (яп. 御 節 料理, お 節 料理 або お せ ち) — традиційна японська новорічна збірна страва. Традиція з'явилася в період Хейан (794—1185). Осечі легко впізнати за спеціальними лакованими коробочками під назвою джубако (яп. 重 箱), які нагадують коробочки бенто.

## Приклади страв осечі
Осечі-ріорі подібні до японських традиційних вечерь з декількох страв знаних як кайсекі (або кайсекі-ріорі). Узагальнивши, страви, що входять до осечі, можна розділити на 5 категорій:
1. Івай заказана сан-шу (яп. 祝い肴三種 / 3 щасливі страви)
2. Кучі Торі (яп. 口取り / закуски-стартери)
3. Якімоно (яп. 焼き物 / смажені страви)
4. Суномоно (яп. 酢の物 / страви з оцтом)
5. Німоно (яп. 煮物 / томлені страви)

Складені коробочки з осечі-ріорі зазвичай кладуть одна на одну, і кажуть, що завдяки цьому накопичується щастя і багатство на майбутній рік. Кількість страв в осечі може залежати від регіону, але зазвичай це близько 20-30 страв. Страви, які входять до складу осечі, мають особливе значення для святкування Нового року. Наприклад:
- Дайдай (яп. 橙, だ い だ い), японський гіркий апельсин. Дайдай означає «з покоління в покоління», коли записаний іншими кандзі (яп. 代 々). Як і казуноко нижче, він символізує побажання дітей у Новому році.
- Датемакі (яп. 伊達 巻 або 伊達 巻 き або だ て ま き), солодкий закручений омлет, змішаний з рибною пастою або пюре з креветок. Він символізуєть побажання багатьох сприятливих днів. У сприятливі дні (яп. 晴 れ の 日, харе-но-хі) японці традиційно носять гарний одяг. Одне із значень, пов'язаних з іншим записом кандзі, означає «модність», походить від вбрання самураїв від Хана Дате. Також символізує знання[2] та культуру[1].
- Камабоко (яп. 蒲 鉾, か ま ぼ こ), рибний пиріг. Традиційно скибочки червоного та білого камабоко мають форму півкола, що виглядає як схід сонця, що представляє вступ у Новий рік. Новорічні кольори червоний і білий символізують щастя і чистоту, а також захист від злих духів[1].
- Казуноко (яп. 数 の 子, か ず の こ), ікра оселедця. Казу означає «число», а ко означає «дитина». Це символізує побажання бути обдарованим численними дітьми у Новому році[2].
- Конбу (яп. 昆布), різновид водоростей. Асоціюється зі словом йорокобу, що означає «радість»[1]. Символізує вдачу і процвітання[2].
- Куро-маме (яп. 黒 豆, く ろ ま め), чорні соєві боби. Маме також означає «здоров'я», що символізує побажання здоров'я і можливості продуктивно працювати у Новому році. Їх чорний колір символізує засмагу фермерів, що тяжко працюють[1][2].
- Когаку-намасу (яп. 紅白 な ま す), дослівно «червоно-білий овочевий куай», виготовляється з дайкону та моркви, нарізаних тонкими смужками та замаринованих у підсолодженому оцті зі смаком юдзу. Символізує мир[2].
- Тай (яп. 鯛, た い), пагр червоний. Тай асоціюється з японським словом медетай, що означає «сприятлива подія», або омедетай, що означає «святковий»[1].
- Тазукурі або ґомаме (яп. 田作 り), маленькі сушені анчоуси приготовані в соєвому соусі. Буквальне значення кандзі в тазукурі — «виробник рисових полів», оскільки риба історично використовувалася для удобрення рисових полів. Символіка — рясний урожай[2].
- Дзоні (яп. 雑 煮), суп з мочі в прозорому бульйоні (на сході Японії) або бульйоні місо (на заході Японії).
- Ебі (яп. 海 老, え び), креветки нанизані на шпажку, приготовані з саке та соєвим соусом. Символізують побажання довгого життя, що передбачає зігнуту спину (як зігнутою є і креветка)[1].
- Нішікі тамаго (яп. 錦 卵 / 二 色 玉 子), рулет з яєць; яйце відокремлюється перед готуванням, жовте символізує золото, а білок символізує срібло, обидва вони разом символізують багатство і удачу.
- Татакі ґобо (яп. たたき牛蒡), корінь лопуха — тонкий і довгий коренеплід, посаджений міцно в землю. Він має принести удачу та стабільність домогосподарству[1], а також символізують надію на будинок з міцним фундаментом[2].
- Ренкон (яп. 蓮根), корінь лотоса — ще один овоч, який приносить удачу. Безліч отворів на його поверхні символізує хороший прогноз на майбутнє. Також він представляє родючість і чистоту[1].
- Курі-кінтон (яп. 栗きんとん), зацукровані каштани та солодка картопля, вважається, що вони сприяють доброму економічному стану, оскільки колір пюре із солодкої картоплі та каштанів нагадує золоті скарби[1].
- Сатоймо (яп. 里芋), таро, одна рослина таро дає багато коренів, тому сатоймо представляє побажання багатьох дітей[1].
- Кікука-кабу (яп. 菊花蕪), ріпа у формі хризантеми. Хризантема, або кіку, один з національних квітів Японії, представляє довголіття. Для осечі ріпу фарбують у червоний колір і нарізають, щоб вона нагадувала форму квітки кіку. Червоно-білі пелюстки квітки ріпи приправляються оцтом[1].
- Нігамагурі, варені молюски є щасливим символом для шлюбу[2].
- Чікузенні (яп. 筑前煮), тушкована курятина та овочі для тривалого щастя[2].

## Історія
Термін осечі спочатку відносився до о-сечі, пори року або значимого періоду. Новий рік був одним із п'яти сезонних фестивалів в Кіотському Імператорському палаці. Звичай святкування певних днів був запозичений в Японії з Китаю.
Першопочатково, використання вогнища та готування страв (окрім дзоні) протягом перших трьох днів Нового року було табу. Тому осечі готували до кінця попереднього року, оскільки жінки не могли готувати їжу в Новому році.
Раніше осечі складалися лише з німоно, варених овочів з соєвим соусом та цукром або мірином. З поколіннями різноманітність продуктів харчування, що входять до складу осечі, зростала. Сьогодні «осечі» може стосуватися будь-якої їжі приготованої спеціально до Нового року. Так, деякі іноземні страви були включені до європеїзованогою осечі (яп. 西洋お節, seiyō-osechi) або корейського осечі (яп. 朝鮮のお節, chōsen no osechi). І хоча осечі традиційно готували вдома, зараз вони також продаються в готовому вигляді в спеціалізованих магазинах, продуктових магазинах і навіть міні-магазинах, таких як 7-Eleven.
У домогосподарствах, де осечі готують вдома, у новорічну ніч їдять тоші-коші собу (яп. 年 越 し 蕎麦). Ця назва буквально означає «соба, що перетинає рік». Незважаючи на те, що цій традиції можна приписати певний символізм (наприклад, довге життя, здоров'я та енергія в майбутньому році), скоріш за все вона є суто прагматичною: дружина, яка була зайнята приготуванням їжі на кілька днів для кожного члена сім'ї, швидше за все воліє приготувати щось просте для негайного споживання. Багато японців вважають символом поганої вдачі залишати тоші-коші собу нез'їденою.
Тоші-коші соба символізує відсікання нещасть попереднього року, а також побажання удачі та довгого життя.

## Страви осечі

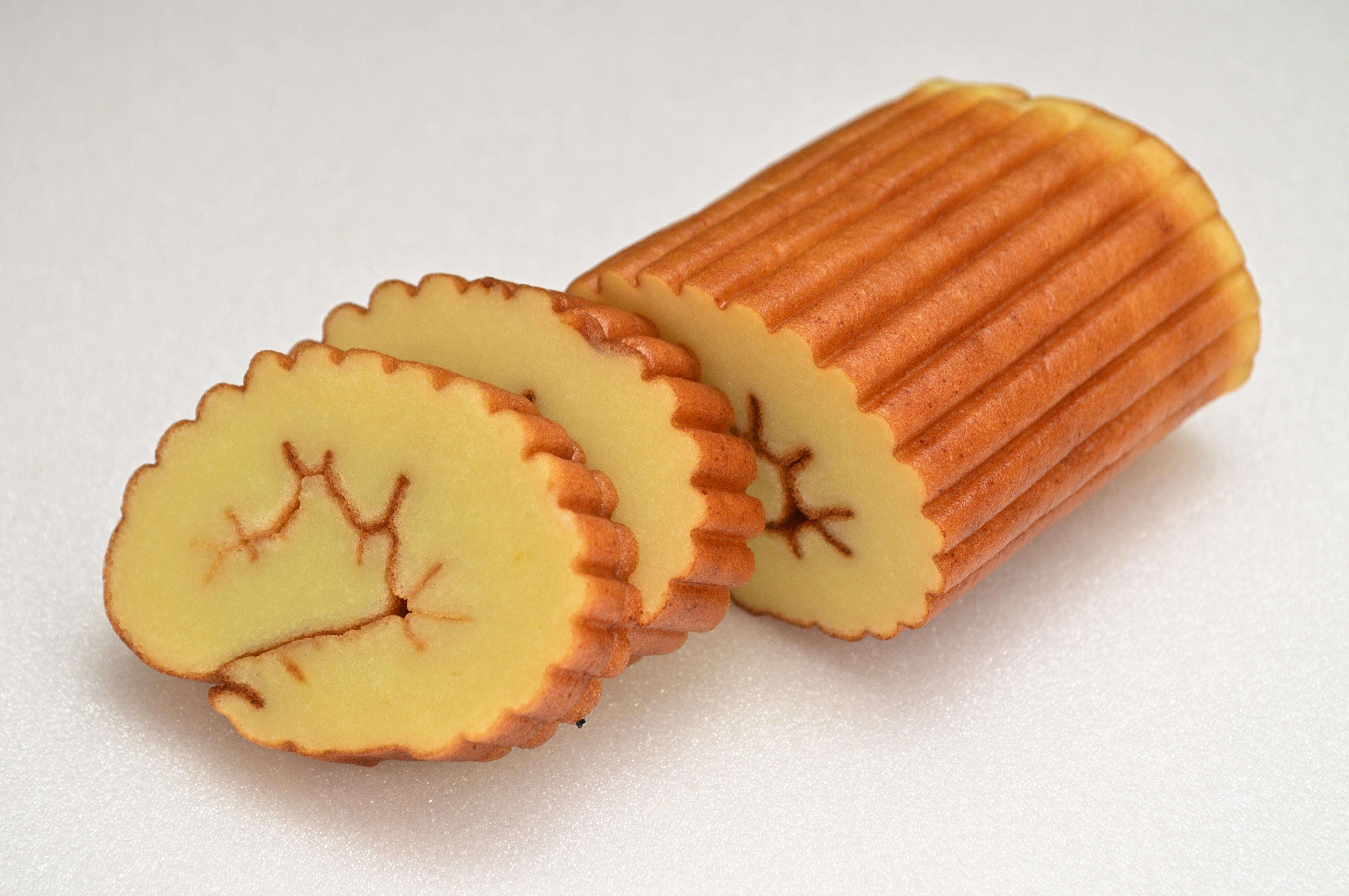
Датемакі
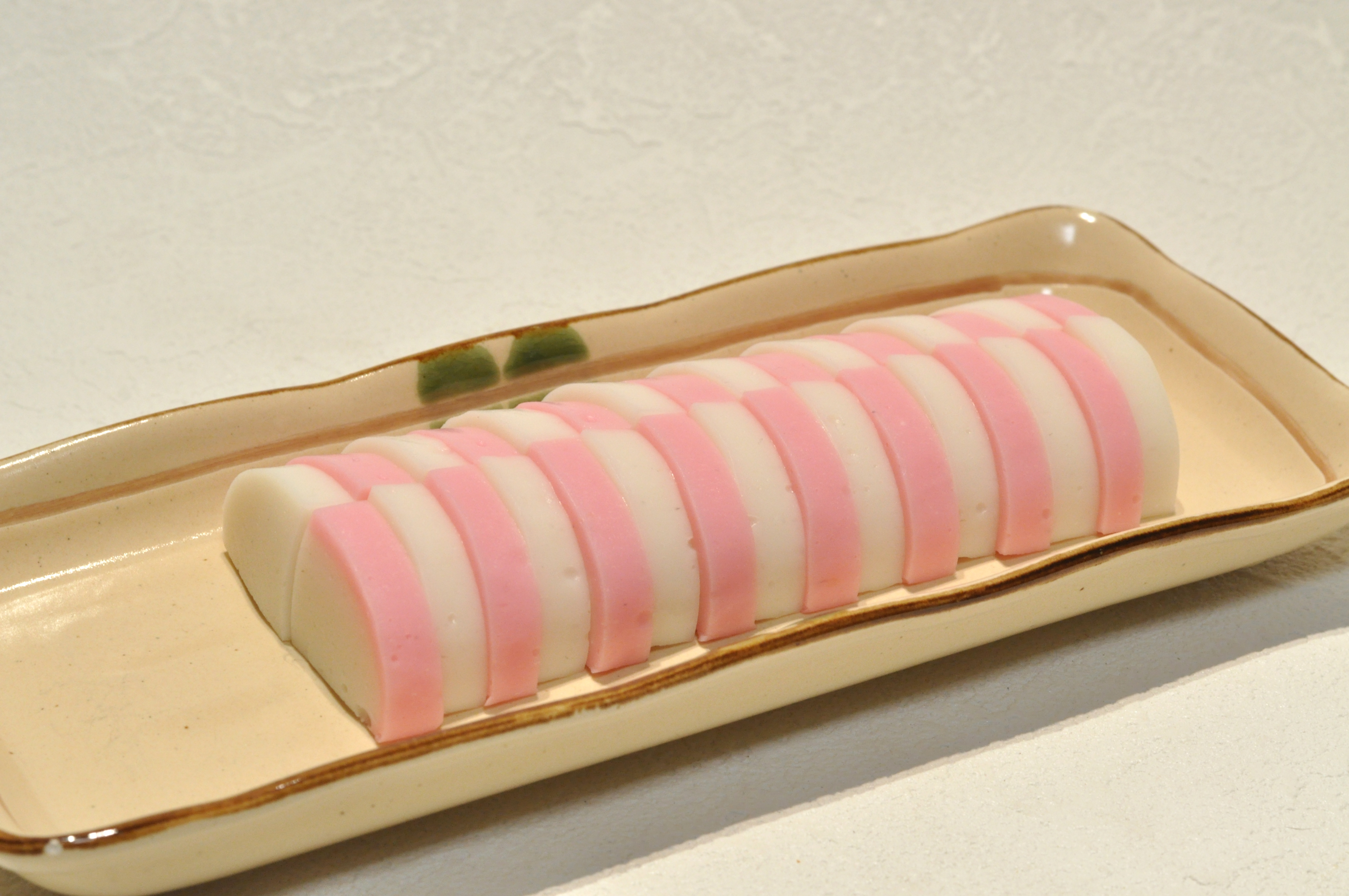
Камабоко
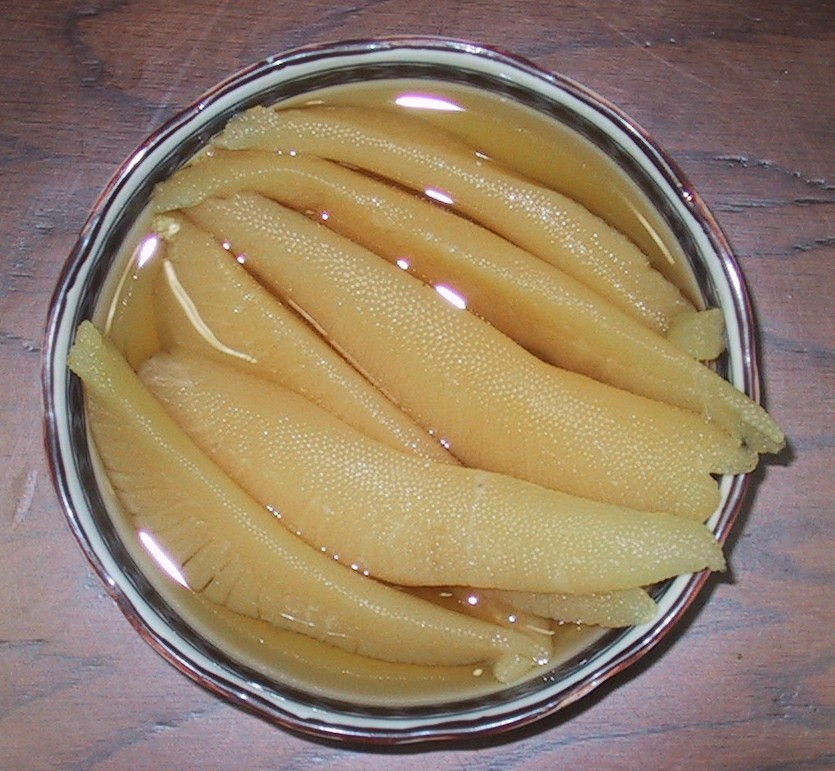
Казуноко
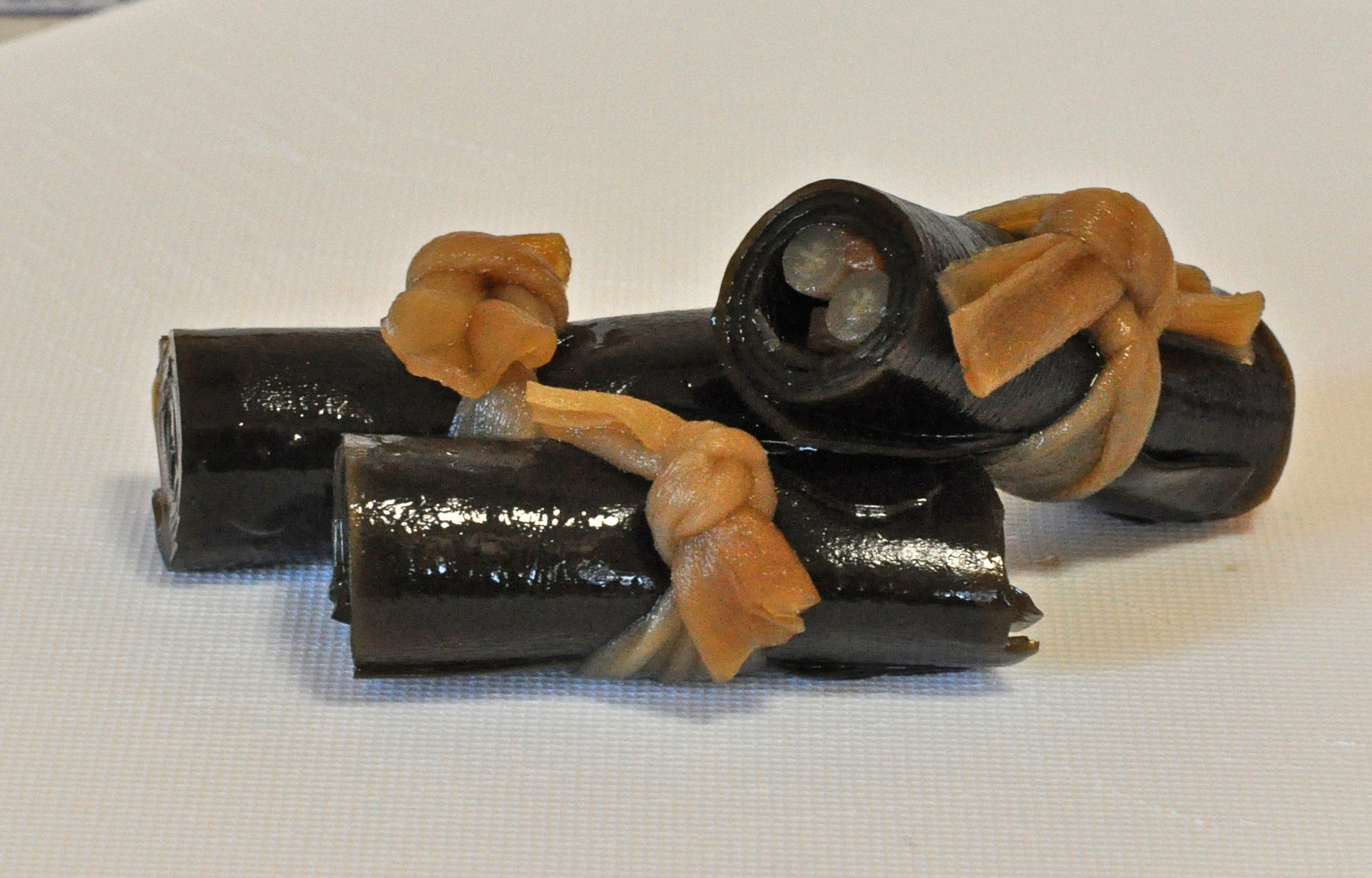
Конбу-макі
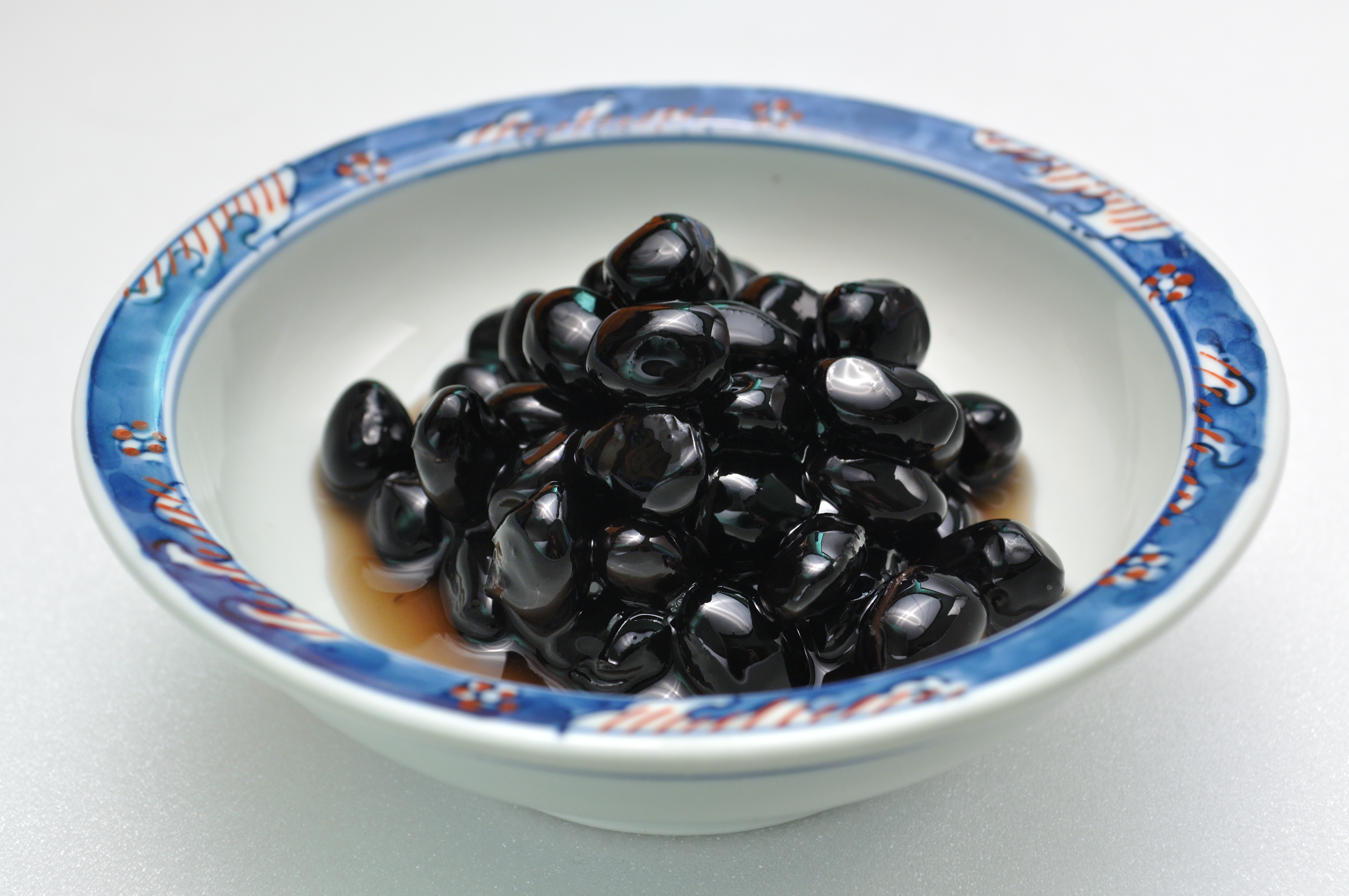
Куро-маме
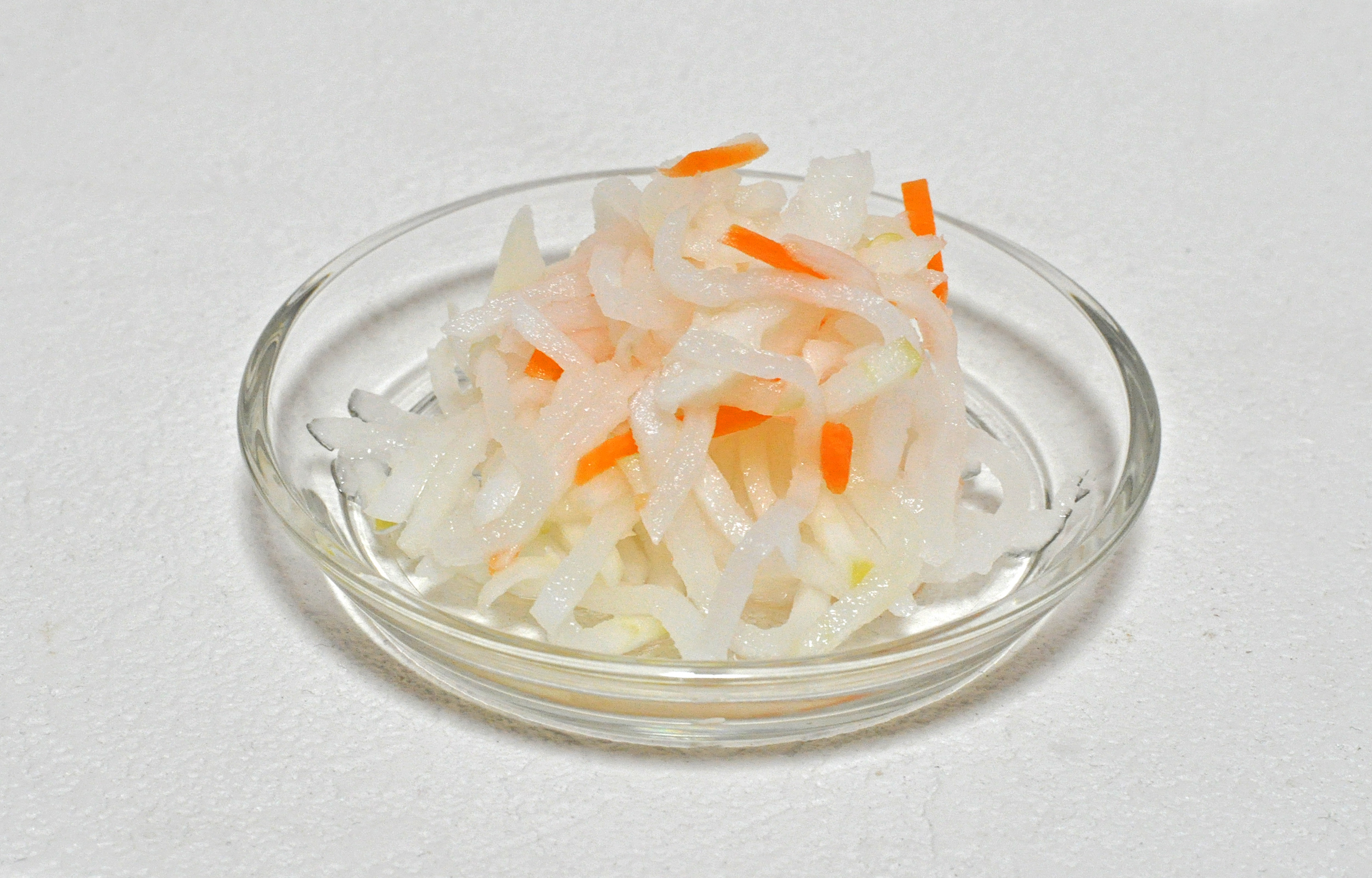
Когаку-намасу
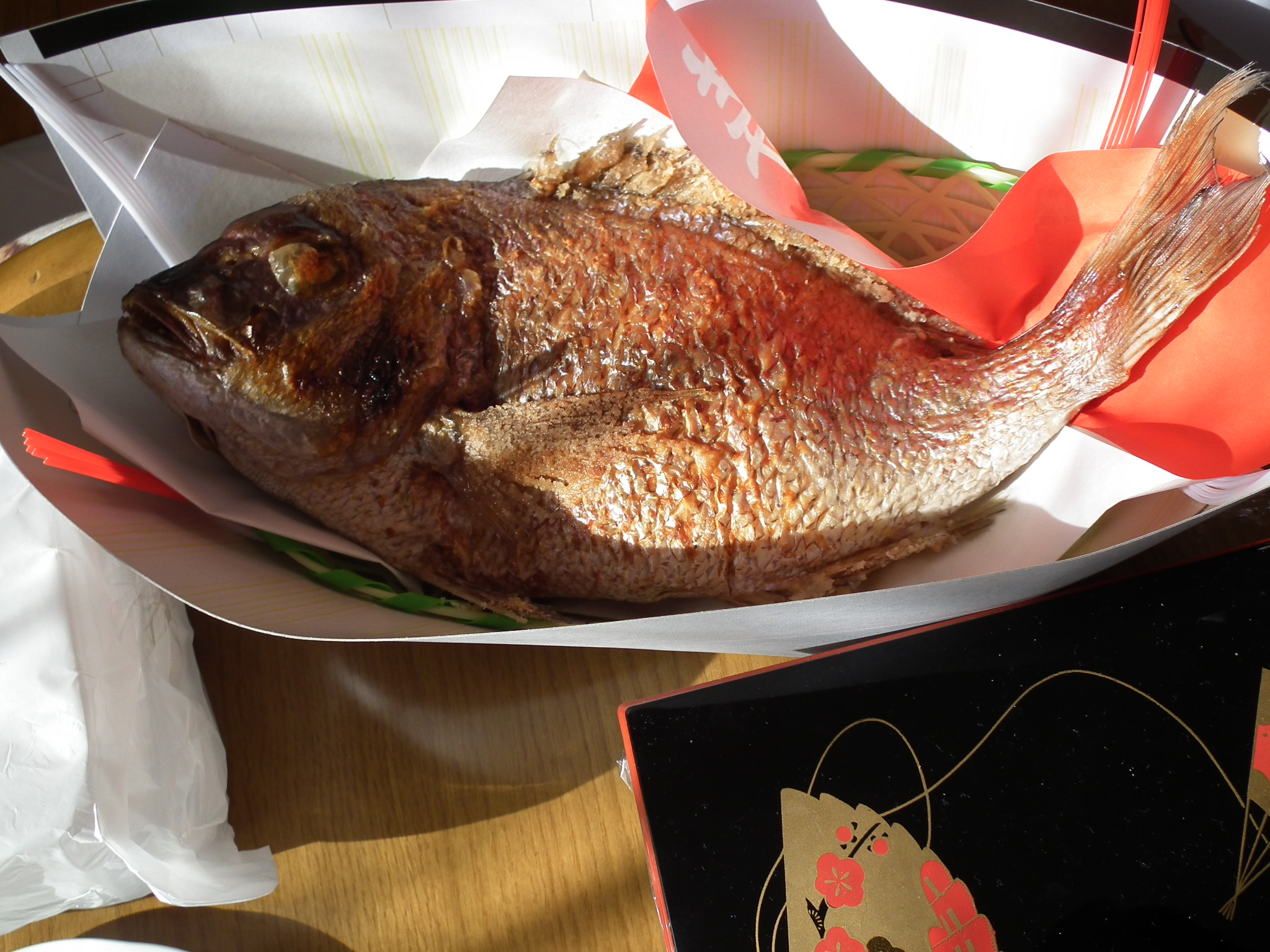
Тай
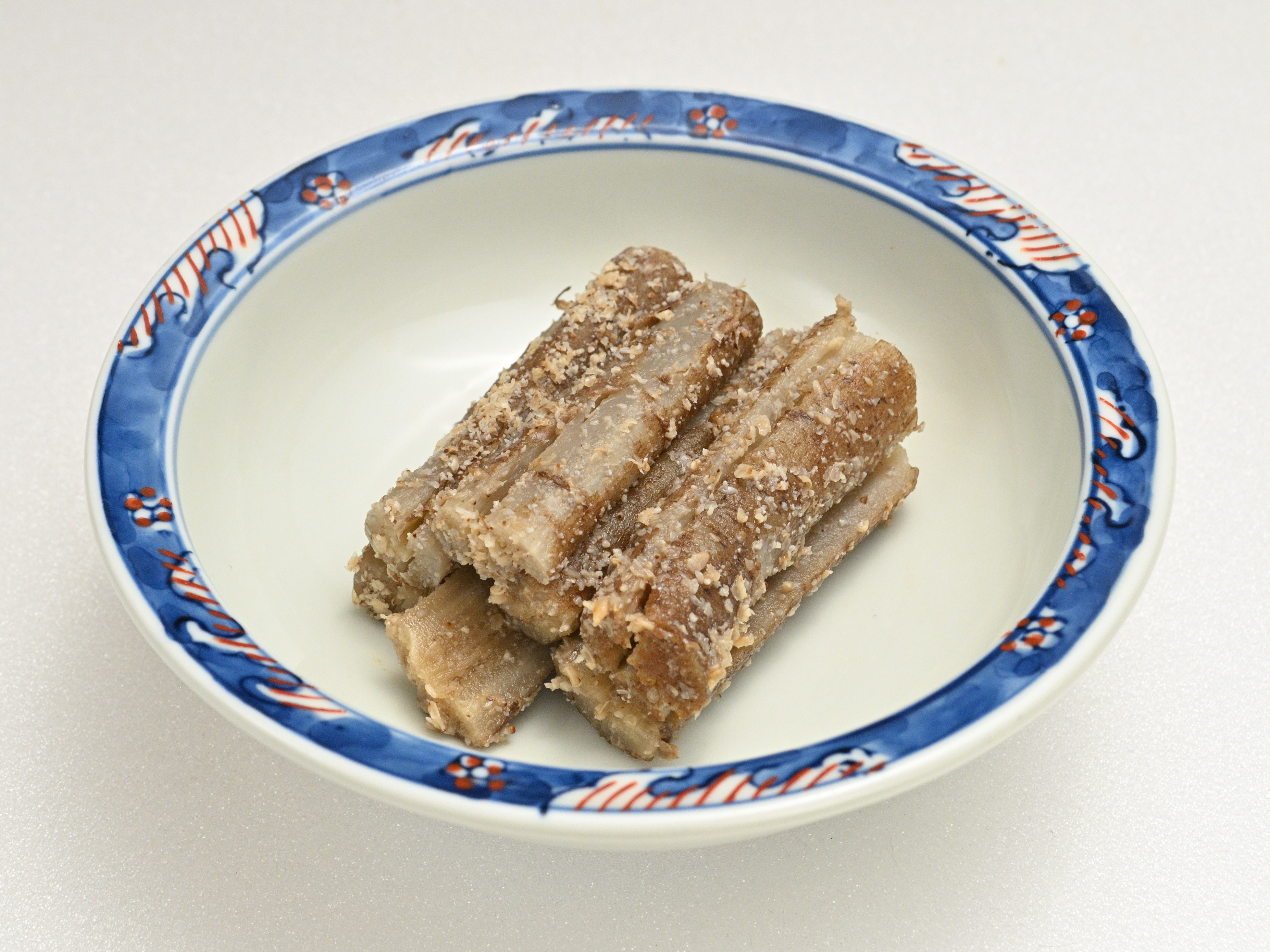
Татакі ґобо
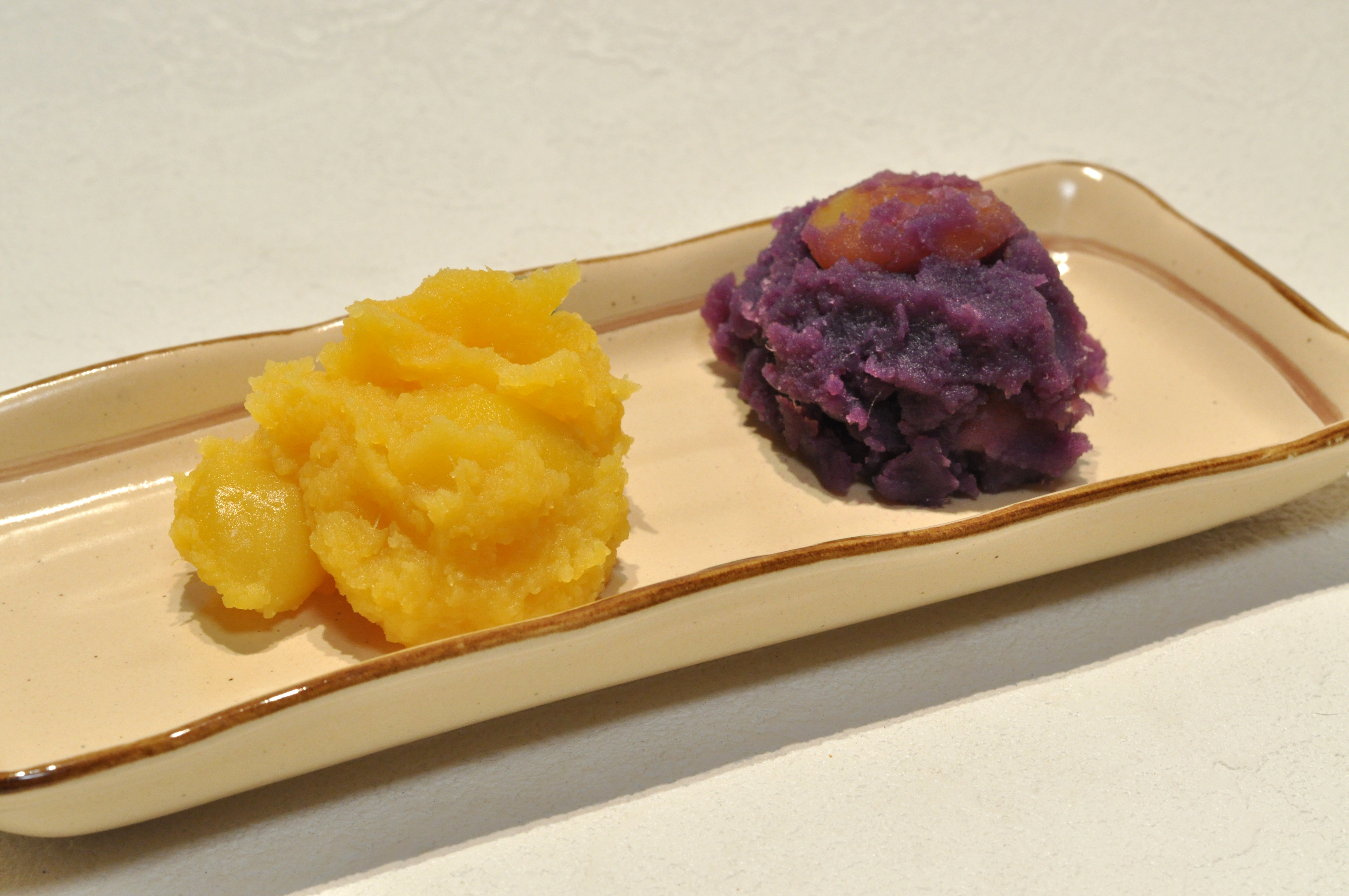
Курі-кінтон
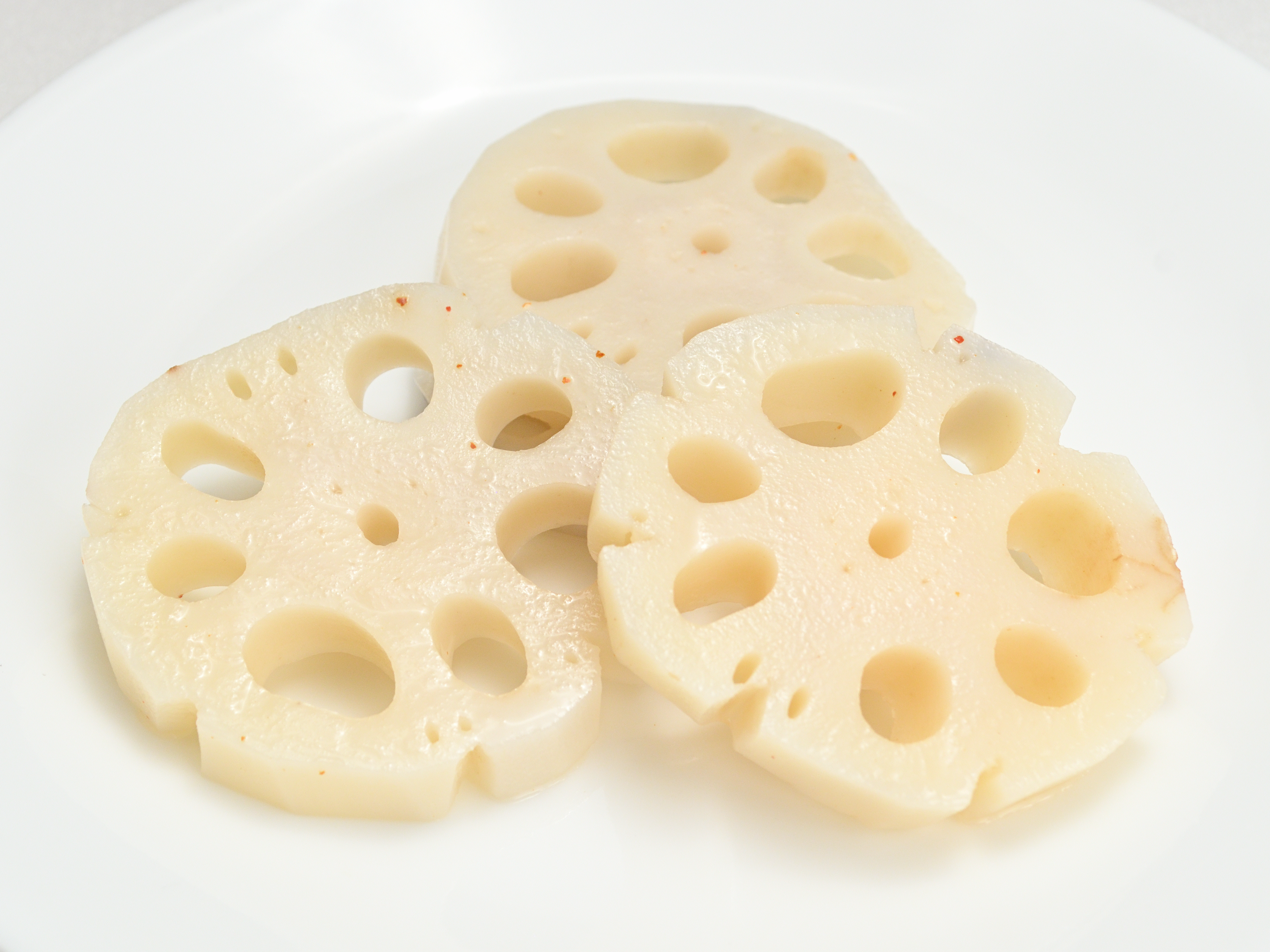
Ренкон